# Andrés Pietri Méndez
Andrés Antonio Pietri Méndez (Río Caribe, estado Sucre, 22 de marzo de 1889 – Caracas, 28 de febrero de 1956) fue un médico otorrinolaringólogo venezolano. Fundador y director del Instituto Benéfico Simón Rodríguez, del cual formó parte el programa «Gota de Leche». Fue el padre de Alicia Pietri de Caldera, primera dama de Venezuela en dos oportunidades.

## Biografía

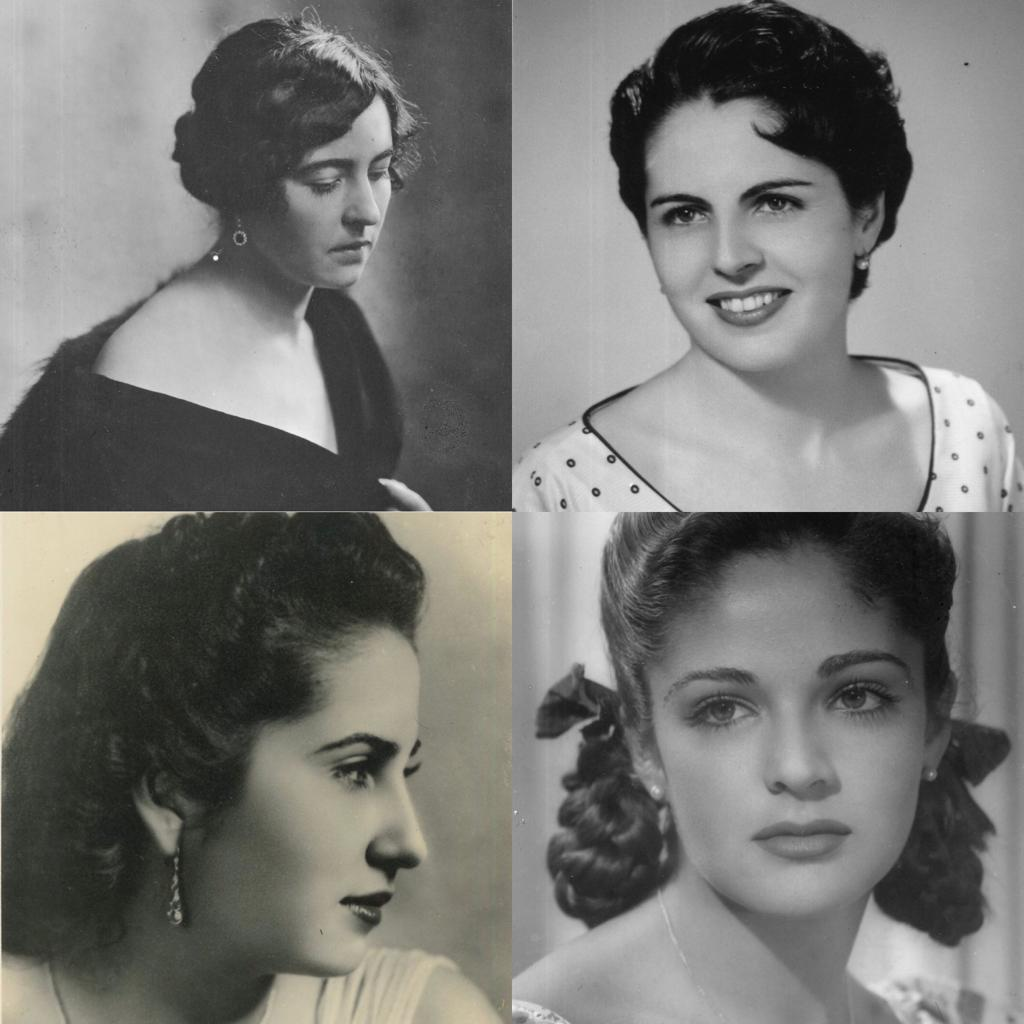
Esposa e hijas de Andrés Pietri. De izquierda a derecha: Luisa Teresa de Montemayor y Corina Pietri. Cuadro inferior: Alicia y Andreína Pietri.

Nació en Río Caribe, hijo de Alejandro Pietri Pietri y Antonia María Méndez Rauseo. Fueron sus hermanos: Alejandro, Luis Gerónimo, Esther, Héctor y Juan Pietri Méndez. Su abuelo, Andrés Antonio Pietri Bonifacio llegó a Carúpano, en 1835, procedente de Ersa, Córcega y se casó y estableció en Río Caribe con su parienta Catalina Pietri de Franceschi, también de origen corso.
Pietri Méndez cursó la carrera de medicina en la Facultad de Medicina de París y se especializó en las enfermedades de oídos, nariz y garganta. Fueron sus maestros: Sebilau, Luc, Lubet-Barbon, Lombard y Lemaitre. A su llegada de Francia, en el año 1913, fue asociado a la «Clínica de Castán», fundada por el doctor Rafael González Rincones. 
En Caracas, conoce a Luisa Teresa de Montemayor Núñez, con quien se casó el 4 de septiembre de 1918. De esta unión nacieron tres hijas: Corina, Alicia y Andreina. Corina fue pintora; Alicia, concertista de arpa en su juventud, dos veces primera dama; y Andreina, tenista que llegó a competir en Wimbledon.

### Sociedad Médica de Caracas
Entre 1916 y 1926 dedicó sus esfuerzos al desarrollo de la Sociedad Médica de Caracas, en la que buena parte del gremio médico de la ciudad exponía semanalmente el fruto de sus observaciones, discutiéndolas con finalidad exclusivamente científica. En el prólogo de su libro Observaciones y Notas (1940), el doctor Rafael Núñez Isava señala que «esa década de la historia médica venezolana, henchida de promesas para el porvenir, hace honor a los hombres que la hicieron vibrar» y agrega: «el Dr. Pietri manejó allí su dinámica profesional y científica con lucimiento y con tenacidad».
En este mismo libro se observa que Pietri practicaba desde 1916 la amigdalectomía empleando el procedimiento de disección y corte con al aza fría, mediante anestesia general por éter o cloroformo. Se registra igualmente que en la sesión del 30 de julio de 1917 de la Sociedad Médica de Caracas, Pietri presentó un trabajo sobre un caso de «Pan Sinusitis cancerosa primitiva», en la cual trepanó los dos senos esfenoidales por la vía externa por primera vez en Venezuela, en enero de 1916, y por segunda vez los senos fronto-etmoidales, también por la vía externa y bajo anestesia general, caso publicado en la revista Vargas del 5 de agosto de 1917.

### Instituto Benéfico Simón Rodríguez

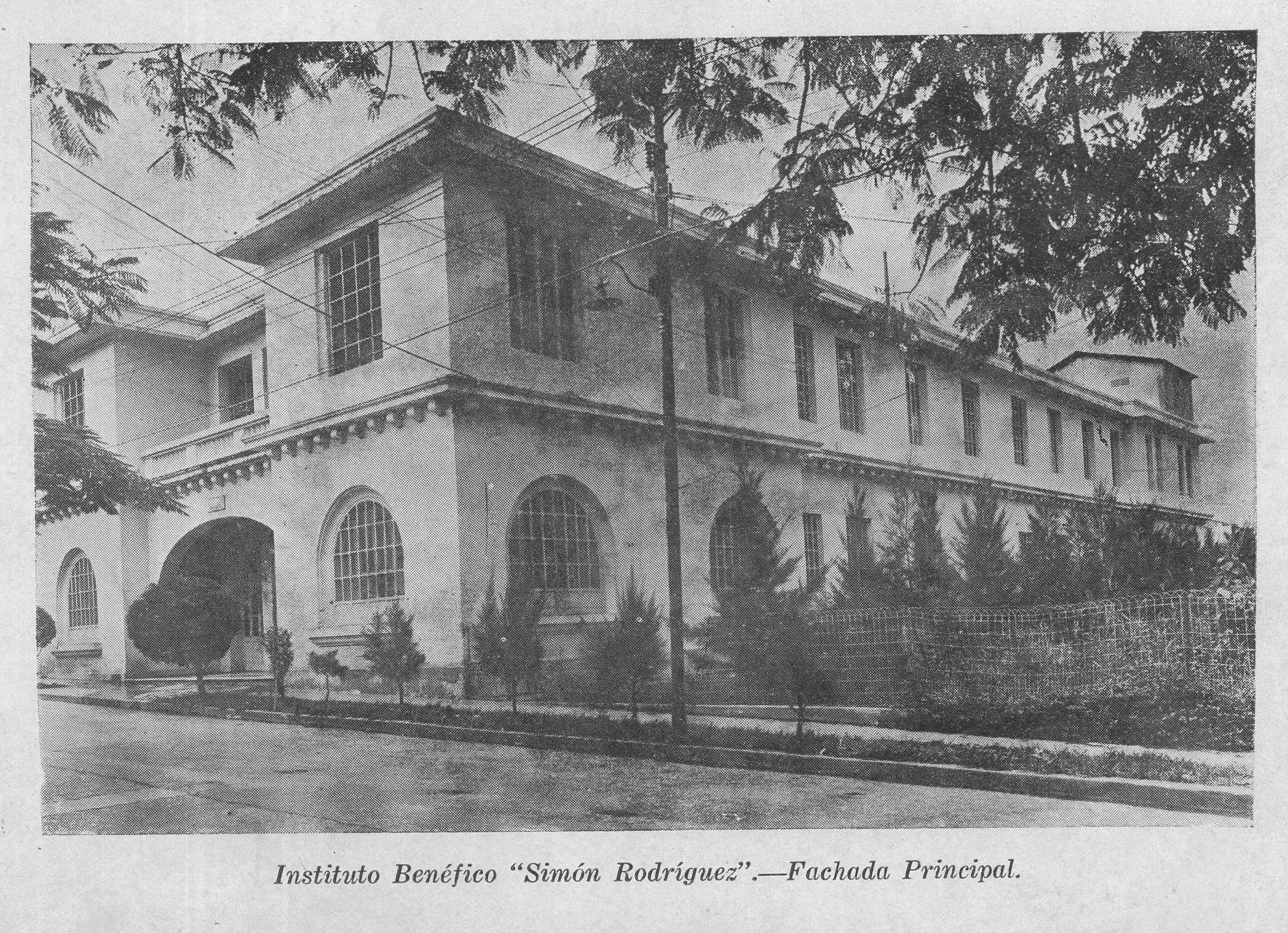
Instituto Benéfico Simón Rodríguez.

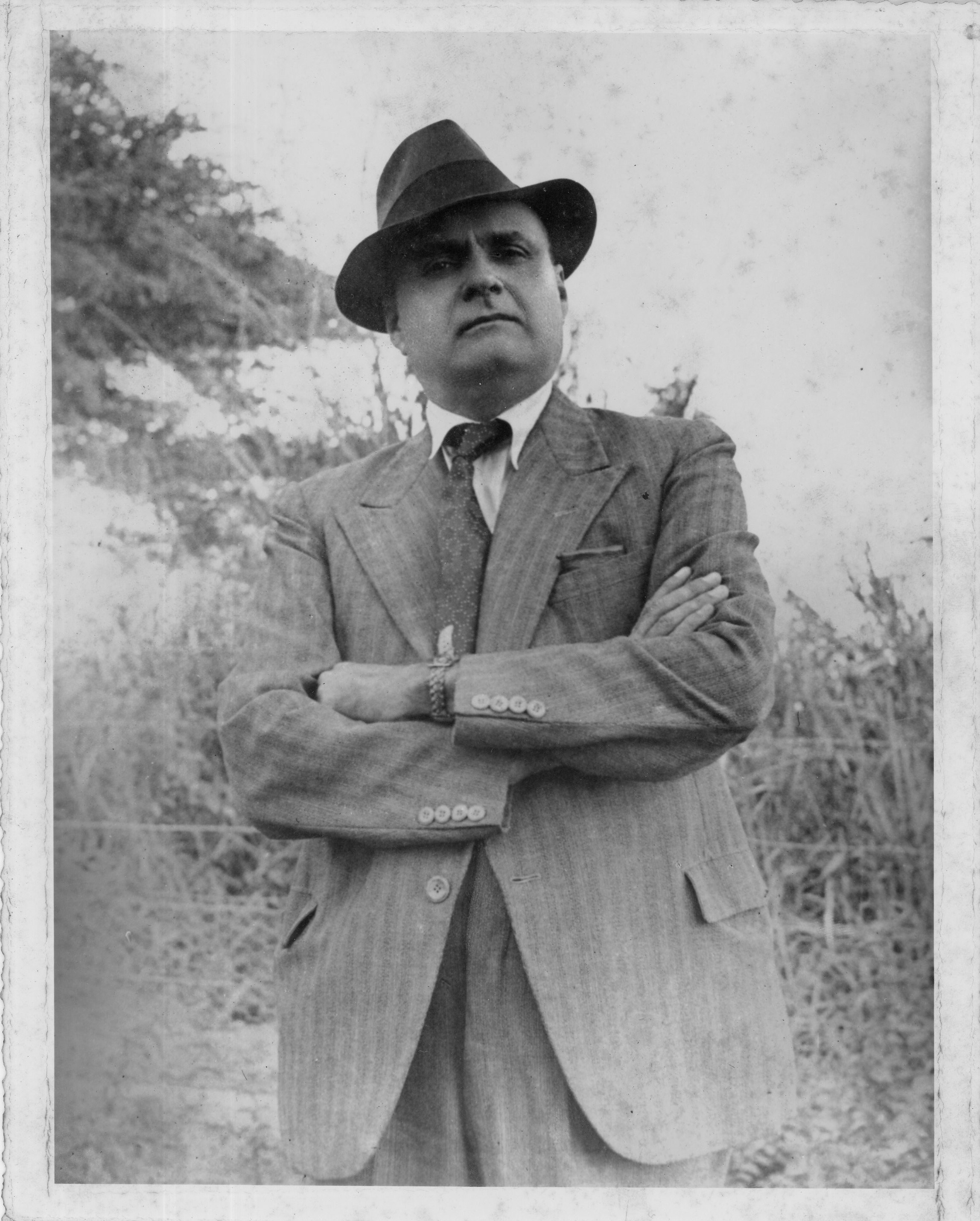
Retrato de Andrés Pietri.

Disuelta la Sociedad Médica de Caracas, Pietri encauza sus energías en la creación de la primera institución benéfica de iniciativa privada en Venezuela, orientada «a dignificar al obrero, a la clase media venezolana, que no podía darse el lujo de asistir a las consultas de las flamantes clínicas particulares (…) La consulta o la intervención quirúrgica, o la hospitalización, se pagaba conforme a los medios de producción del paciente. El que allí iba, no iba a implorar una caridad pública, tenía el derecho de reclamar cualquier irregularidad en el servicio, puesto que, aunque modestamente, lo estaba pagando», dice J. A. Cova en su introducción al libro La Defensa del Instituto Benéfico Simón Rodríguez, publicado en 1938.
El edificio, obra del arquitecto Carlos Guinand Sandoz, se construyó en Caracas en la urbanización El Conde, en terreno adquirido por la Asociación Protectora del Instituto Benéfico Simón Rodríguez, creada en 1926. El edificio de dos pisos fue entregado en diciembre de 1929 a la directiva del instituto. Allí funcionaba el cuerpo médico, un cuerpo de enfermeras y un departamento dedicado al programa «Gota de leche», fundado en 1909 por el doctor Villegas Ruiz, destinado a la protección del niño de 0 a 2 años de edad y de la madre embarazada o en lactancia.
Del 1 de julio de 1924 al 30 de junio de 1936, el Instituto realizó 84.346 consultas verificadas, 3.285 operaciones de cirugía general y de diferentes especialidades, 1.672 exámenes de laboratorio, 7.252 aplicaciones de lámpara de cuarzo, 42.152 fórmulas regaladas por el servicio de farmacia, 38.044 extracciones por el servicio dental y 51.664 inyecciones practicadas a niños y adultos. El departamento «Gota de Leche» a su vez registra 15.175 niños inscritos, 99.246 fórmulas regaladas, 83.860 consultas gratuitas y 230.744 litros de leche regalada. 
Luego de un intenso debate público, el Instituto Benéfico Simón Rodríguez terminó en manos de la municipalidad.

## Últimos años y legado
Decepcionado por el final de su obra, Andrés Pietri Méndez se recluyó en el ejercicio privado de su especialidad médica: «Derrumbados los principios que establecí en el Instituto Benéfico Simón Rodríguez, de disciplina, de organización y de bien colectivo, sobretodo en beneficio de la clase media venezolana, me he prometido no colaborar en ninguna otra institución benéfica de índole privada», afirmó en su mensaje al lector en su libro Observaciones y Notas.
Falleció a punto de cumplir 67 años de edad, víctima de diabetes, en una de las propiedades que adquirió con el ejercicio profesional, en la urbanización Los Chorros, Caracas, el 28 de febrero de 1956.
Sobre su porte y personalidad, un artículo publicado en el diario El Sol del 15 de octubre de 1931, lo describió de la siguiente manera: 

El doctor Pietri es hombre de regular estatura, delgado, trigueño, de ojos rasgados, nerviosos, de carácter fuerte y en momentos muy cortés y educado; pero la cualidad predominante en él es la honradez, en ella estriban todos sus méritos y todos sus defectos. Esto último les parecerá algo paradójico, pero es la pura verdad, como luego lo veréis demostrado (…) 
Por honradez el doctor Pietri se opone tenazmente a que un compañero suyo viole por conveniencias personales los Estatutos el Instituto, hasta el punto de preferir antes su enconada enemistad y la inmediata separación del amigo de la obra. Por honradez también se niega a regalar a un meritorio servidor del Instituto un simple objeto de muy escaso valor porque él no puede disponer de lo que no es suyo, por insignificante que sea el objeto deseado por el compañero. Por honradez, no admite que nadie saque ventajas de los servicios que el médico presta al Instituto y prefiere atraerse sobre sí las iras de los interesados antes que consentir tal injusticia.